# Kubia rubricollis
Kubia rubricollis är en fjärilsart som beskrevs av Matsumura 1927. Kubia rubricollis ingår i släktet Kubia och familjen bastardsvärmare. Inga underarter finns listade i Catalogue of Life.